# 1913 في أستراليا
فيما يلي قوائم الأحداث التي وقعت خلال عام 1913 في أستراليا.

## سياسة

### تعيين في المنصب
- 24 يونيو – جوزيف كوك رئيس وزراء أستراليا.

### انتهاء فترة المنصب
- 24 يونيو – أندرو فيشر رئيس وزراء أستراليا.

## رياضة
- 1 يناير – البطولات الأسترالاسية 1913

## مواليد

### أغسطس
- 4 أغسطس – أدريان كويست لاعب كرة مضرب أسترالي.

### نوفمبر
- 1 نوفمبر – جودي كيلي[1]
- 4 نوفمبر – إليانور كوليس هيل مهندسة معمارية أسترالية.